# Пођо Сарађо (Сијена)
Пођо Сарађо је насеље у Италији у округу Сијена, региону Тоскана.
Према процени из 2011. у насељу је живело 22 становника. Насеље се налази на надморској висини од 285 м.